# Elaphria hyposcota
Elaphria hyposcota là một loài bướm đêm trong họ Noctuidae.